# Nkang (Bangem)
Nkang est un village du Cameroun situé dans le département du Koupé-Manengouba et la Région du Sud-Ouest. Il fait partie de la commune de Bangem.

## Localisation
Nkang est localisé à 6° 42' 00 N et 10° 24' 00 E, à environ 168 km de distance de Buéa, le chef-lieu de la Région du Sud-Ouest, et à 338 km de Yaoundé, la capitale du Cameroun. Il se trouve au Nord du parc national du mont Manengouba.

## Population
Lors du recensement de 2005, Nkang comptait 366 habitants dont 180 hommes et 186 femmes.